# 鄢陵県
鄢陵県（えんりょう-けん）は中華人民共和国河南省許昌市に位置する県。

## 行政区画
- 鎮:安陵鎮、馬欄鎮、柏梁鎮、陳化店鎮、望田鎮、大馬鎮、陶城鎮、張橋鎮、彭店鎮、只楽鎮、南塢鎮、馬坊鎮